# Andrius Giedraitis
Andrius Giedraitis (né le 23 juillet 1973 à Marijampolė) est un joueur de basket-ball lituanien.

## Biographie
Andrius Giedraitis a été membre de la sélection lituanienne de 2000 à 2001, avec qui il a remporté la médaille de bronze lors des Jeux olympiques 2000.

## Palmarès
- Médaille de bronze aux Jeux olympiques 2000